# 레프 포노마료프
레프 알렉산드로비치 포노마료프(러시아어: Лев Алекса́ндрович Пономарёв, 1941년 9월 2일)는 러시아의 정치인이자 시민 운동가이다. 그는 러시아 전역의 "인권을 위한" 운동의 전무이사이다. 그는 솔리다르노스트 연방정치위원회 위원이며, 초대 국가두마 의원이었다.

## 교육과 초기 경력
포노마료프는 1965년에 모스크바 물리학기술연구소(MFTI)를 졸업하고 1968년에 같은 연구소의 박사 과정을 졸업하여 물리학 및 수학 박사가 되었다. 그는 러시아 과학 아카데미의 이론 및 실험 물리학 연구소에서 근무했으며 동시에 MFTI에서 일반 물리학 부서에서 가르쳤다.

## 인권 및 정치 활동

### 1980년대
1988년, 포노마료프는 인권 단체인 메모리알을 창설하는 데 기여했다.
1989년, 포노마료프는 아카데미 회원인 안드레이 사하로프가 갑작스러운 심장마비로 사망한 후 소련 인민대표대회에서 그의 자리를 채웠다. 포노마료프는 모스크바 선거인 연합 조정 위원회와 시민 행동 위원회 창설을 위한 발의 그룹에 참여했다.

### 1990년대
1990년, 그는 러시아 소비에트 연방 사회주의 공화국 인민대표로 선출되었다. 1990년부터 1993년까지 레프 포노마료프는 러시아 연방의 인민대표이자 러시아 연방 최고 소비에트 민족회의 위원, 공공 기관, 시민 대중 운동 및 여론 조사 관련 대중 매체 위원회 위원, 그리고 정치 운동 민주 러시아 및 군 개혁(Reforma armii) 의원 그룹의 일원이었다.
1991년 가을, 그는 GKChP 활동 및 KGB의 1991년 소련 쿠데타 시도에서의 역할 조사를 위한 의회 위원회를 주재했다.
1993년, 그는 단일 의원 선거구와 러시아 민주주의 선택 선거 연합 명단에서 국가두마 선거에서 패배했다. 포노마료프는 의원 바실리 셀류닌의 사망 후에야 의회에 진입했다. 1994년부터 1996년까지 포노마료프는 국가두마 의원이자 CIS 문제 및 민족 관계 위원회 위원이었다.
1997년, 포노마료프는 러시아 인권 사회 "인권을 위해"(Za prava cheloveka)를 설립하고 그 전무이사 및 운동 위원회 위원이 되었다. 또한 1997년, 포노마료프는 "핫라인"(Goriachaia liniia)의 창립자 중 한 명이었고, 공동 행동(Obshchee deistvie) 그룹을 설립하고 가장 활동적인 회원 중 한 명이다.

### 2000년대

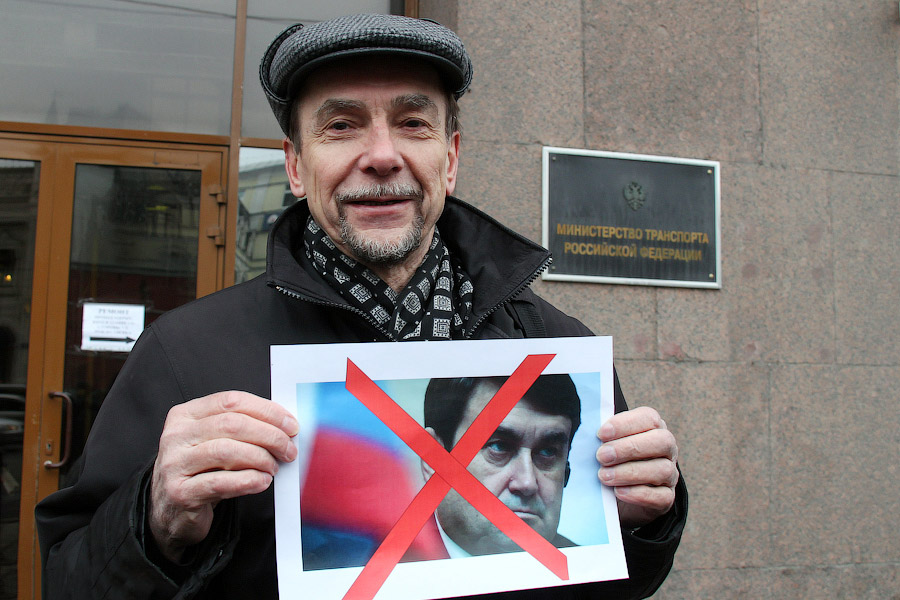
2011년 3월 15일 모스크바 러시아 수송부 앞에서 열린 집회에서 포노마료프

그는 2006년 창립 이래 또 다른 러시아 연합의 일원이었고 그 집행 위원회 위원이기도 했다.
2007년, 그는 연방 교도소 서비스의 유리 칼리닌 소장을 상대로 한 명예 및 존엄 방어 소송에서 패소했다. 법원은 포노마료프에게 그가 공개했던 칼리닌에 대한 신뢰할 수 없는 정보를 반박하도록 의무화했다.
그는 유코스의 전 소유주인 미하일 호도르콥스키와 유코스 사건에서 경제 범죄로 유죄 판결을 받은 다른 사람들을 적극적으로 변호했다. 일부 인권 운동가들은 이들이 정치적 이유로 박해받고(정치범이 되어) 그들에 대한 혐의가 조작되었다고 생각한다. 2007년, 그는 푸틴 대통령에게 호도르콥스키를 석방해 달라고 탄원했다. 2009년, 다른 솔리다르노스트 운동가인 로만 도브로호토프, 올레그 코즐로프스키, 알렉산더르 르클린, 세르게이 다비디스, 미하일 슈나이더, 블라디미르 밀로프, 가리 카스파로프 및 보리스 넴초프와 함께 레프 포노마료프는 메시찬스키 지방법원 앞에서 일련의 개인 시위에 참여하여 "미하일 호도르콥스키와 플라톤 레베데프에게 자유를"이라는 슬로건을 들었다.
레프 포노마료프는 통일민주운동 "솔리다르노스트"의 회원이다. 2008년 12월 13일, 첫 솔리다르노스트 대회에서 그는 이 운동의 정치 위원회 위원으로 선출되었다.

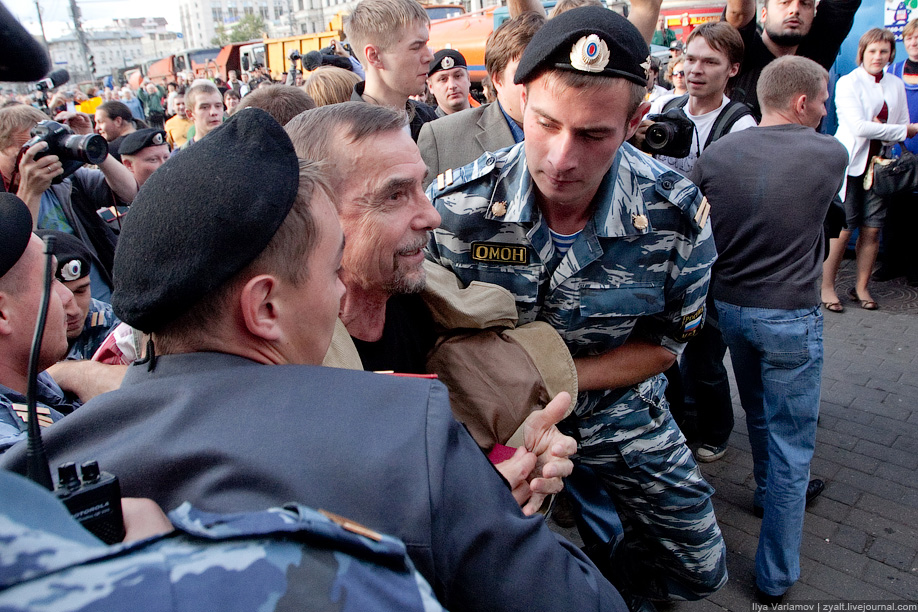
2009년 8월 31일 모스크바에서 열린 1993년 러시아 헌법 31조(집회의 자유) 수호를 위한 시위

2009년 3월 31일 늦은 저녁, 그는 집 근처에서 신체적 폭행을 당했다. 류드밀라 알렉세예바는 이 공격이 "솔리다르노스트" 운동 내에서의 그의 정치 및 인권 활동과 관련이 있다고 생각한다. 2009년 4월 1일 러시아와 미국 대통령 회담에서 버락 오바마는 보좌관들에 따르면 러시아에 대한 미국의 주요 우려 사항 중 포노마료프에 대한 공격을 언급했다.

### 2010년대
2010년 3월 10일, 그는 "푸틴은 물러가라"는 러시아 야당의 호소문에 서명했다.
2010년 7월 14일, 그는 형법 제282조를 유지하는 것이 필요하다고 선언했다.
2010년 8월 25일, 그는 국기 기념일인 8월 22일 아르바트 거리에서 러시아 연방 국기를 들고 가려다 3일 구류형을 선고받았다. 전날 보리스 넴초프는 같은 사건에서 무죄 판결을 받았다.

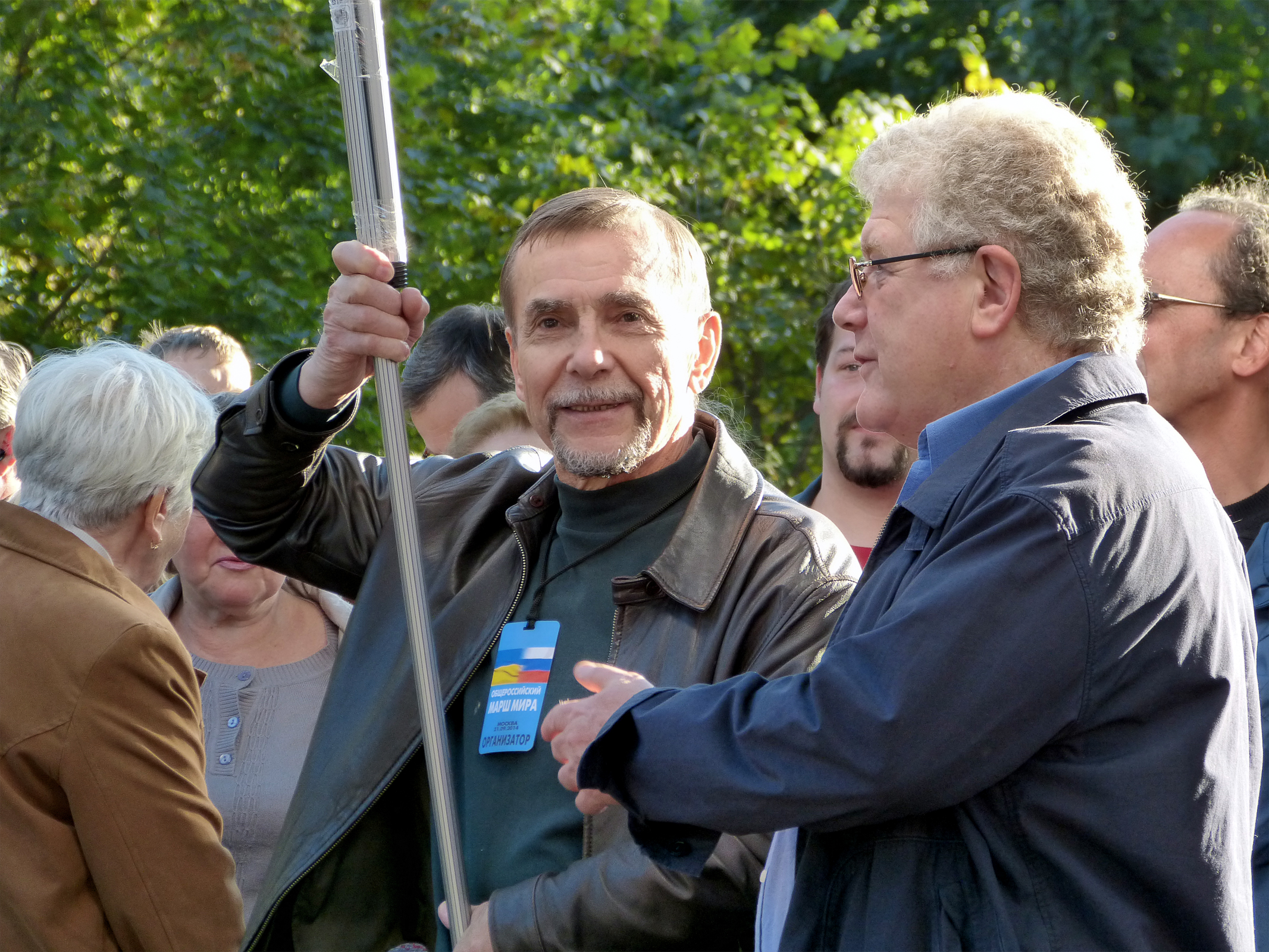
2014년 러시아 반전 시위

2010년 9월 7일, 그는 경찰 불복종으로 4일 구류형을 선고받았다.
포노마료프는 2018년 12월 28일 모스크바 루뱐카 광장에서 열릴 예정이었던 무허가 집회를 홍보하는 페이스북 게시물 때문에 최소 25일의 구금형을 선고받았다. 그 시위의 목적은 테러 및 극단주의 혐의로 기소된 특정 젊은 활동가들과의 연대를 보여주는 것이었다.

### 2020년대
2020년 12월 28일, 포노마료프는 다른 4명과 함께 러시아 정부에 의해 미디어 "외국인 요원" 명단에 추가되었다. 그러나 그들이 명단에 추가된 이유는 제공되지 않았다.
2022년 1월 30일, 러시아의 우크라이나 침공의 전조 기간 동안 포노마료프는 모스크바 공감에 발표된 러시아의 우크라이나 추가 침공 위협에 반대하는 공개 성명을 주도했다. 2월 7일까지 5000명이 성명에 공동 서명했다. 2022년 2월 20일, 포노마료프와 유리 사모두로프를 포함한 7명은 모스크바에서 러시아의 우크라이나 공격 위협에 반대하는 단독 거리 시위를 벌이다 체포되었다.
포노마료프는 또한 change.org에 "우크라이나와의 전쟁을 멈춰라! - 전쟁 반대"라는 넷 보이네 청원을 시작했다. 2022년 3월 4일까지 이미 118만 명 이상이 청원에 서명했다.
러시아의 우크라이나 침공 이후, 그는 러시아를 떠나 파리에서 망명 생활을 하고 있다.

## 논란
2012년 3월 22일, 콤소몰스카야 프라우다는 포노마료프가 모스크바 주재 일본 대사관에서 일하는 한 관리에게 러시아 극동 지역의 시민 단체를 위한 돈을 요구하고, 그 대가로 분쟁 지역인 쿠릴 열도의 시코탄섬과 하보마이에 대한 일본의 주장을 홍보하는 것을 보여주는 유튜브 영상의 녹취록을 공개했다. 이 영상은 또한 그가 보리스 넴초프, 미하일 카시야노프 및 블라디미르 리쉬코프와 같은 사람들이 그것을 다루도록 허용된다면 피를 흘릴 것이라고 말하는 것을 보여주는 것으로 주장된다. 이 언론사는 또한 그에게 그 영상에 대해 질문했다. 포노마료프는 자신의 사생활 침해에 대해 러시아 검찰총장에게 불평했으며 일본이 섬 문제로 자신에게 연락을 시작했다고 진술했다.
안드레이 노르킨과의 토론에서 포노마료프는 영상 대부분이 진짜지만, 제작자들이 "돈"과 같은 단어를 특히 강조하려 했다고 말했다. 그러나 그는 일본의 주장을 지지하는 시위를 조직하기 위해 돈을 요구하는 것이 아니라, 극동 지역의 시민 사회 단체에 자금을 지원하도록 단순히 장려하는 것에 대해 이야기하고 있었다고 말했다. 그는 인권 단체가 외국 자금을 받았음을 인정했지만, 당국이 그들을 그런 위치로 몰아넣었기 때문에 필요했다고 진술했다. 그는 넴초프와 리쉬코프가 피를 흘릴 것이라고 말한 부분이 영상에서 편집되었다고 주장하며, 이 사람들이 시위를 열려고 하면 피를 흘릴 것은 당국이라고 덧붙였다. 포노마료프는 또한 푸틴 자신이 일소공동선언에 따라 분쟁 지역 섬들을 돌려주겠다고 약속했다고 언급했다.

## 훈장 및 수상
- 2010년—포노마료프는 폴란드 대통령 레흐 카친스키의 칙령에 의해 "인권 수호와 시민 자유 증진에 뛰어난 공헌을 한 공로"로 폴란드 공로훈장 사령관 십자장을 수여받았다.

## 같이 보기
- 글렙 야쿠닌

## 가족
레프 포노마료프는 첫 결혼에서 두 딸 엘레나 립체르와 크세니아를 두었다. 그는 그 후 예브게니아 일리나와 결혼하여 1984년과 1986년에 각각 태어난 아나스타샤와 페도르 두 자녀를 두었다.